# Leonhardskirche (Arndorf)

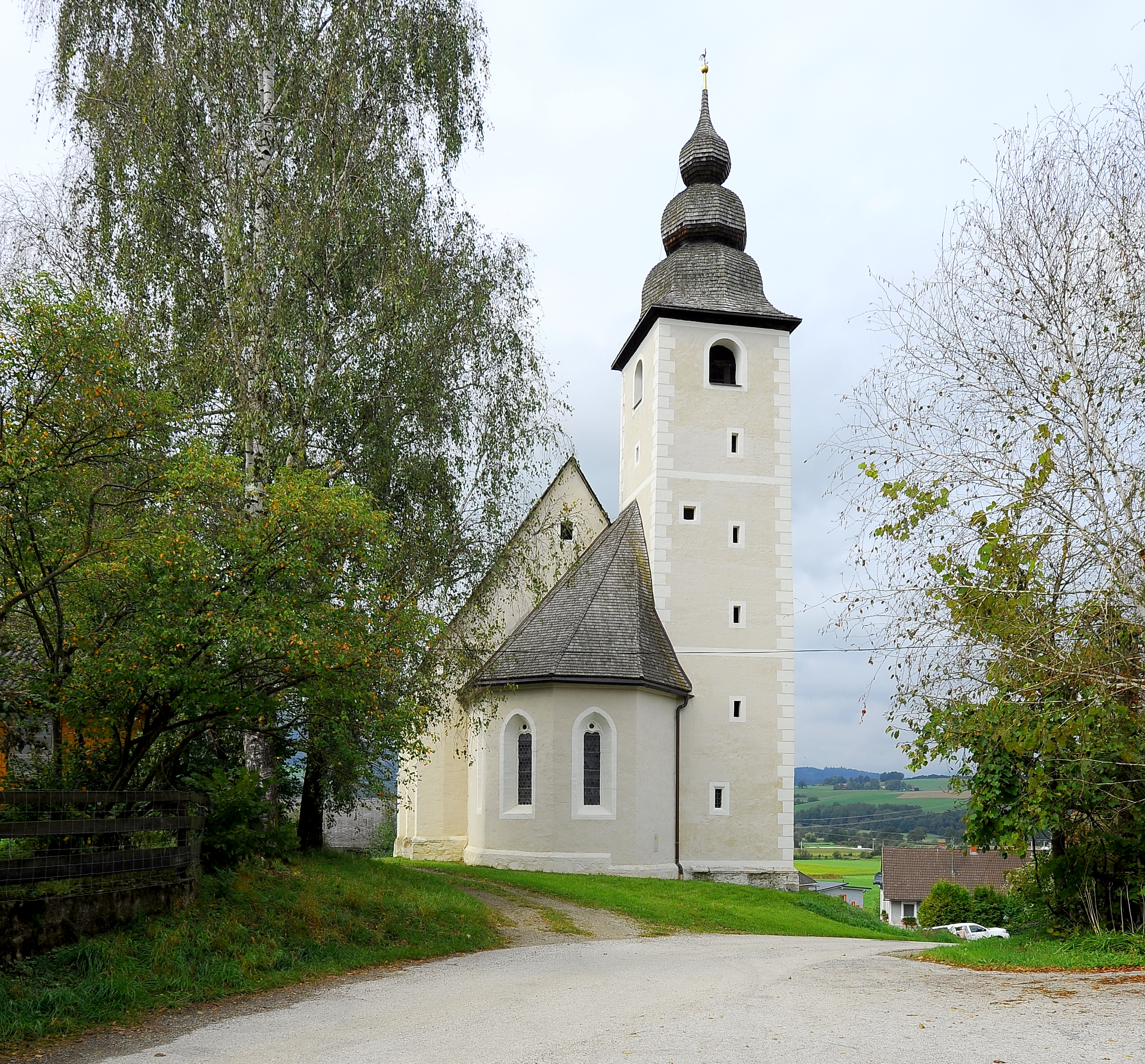

Die Leonhardskirche in Arndorf in der Gemeinde Maria Saal ist dem heiligen Leonhard geweiht. Sie ist eine Filiale der römisch-katholischen Pfarre Maria Saal.

## Baubeschreibung

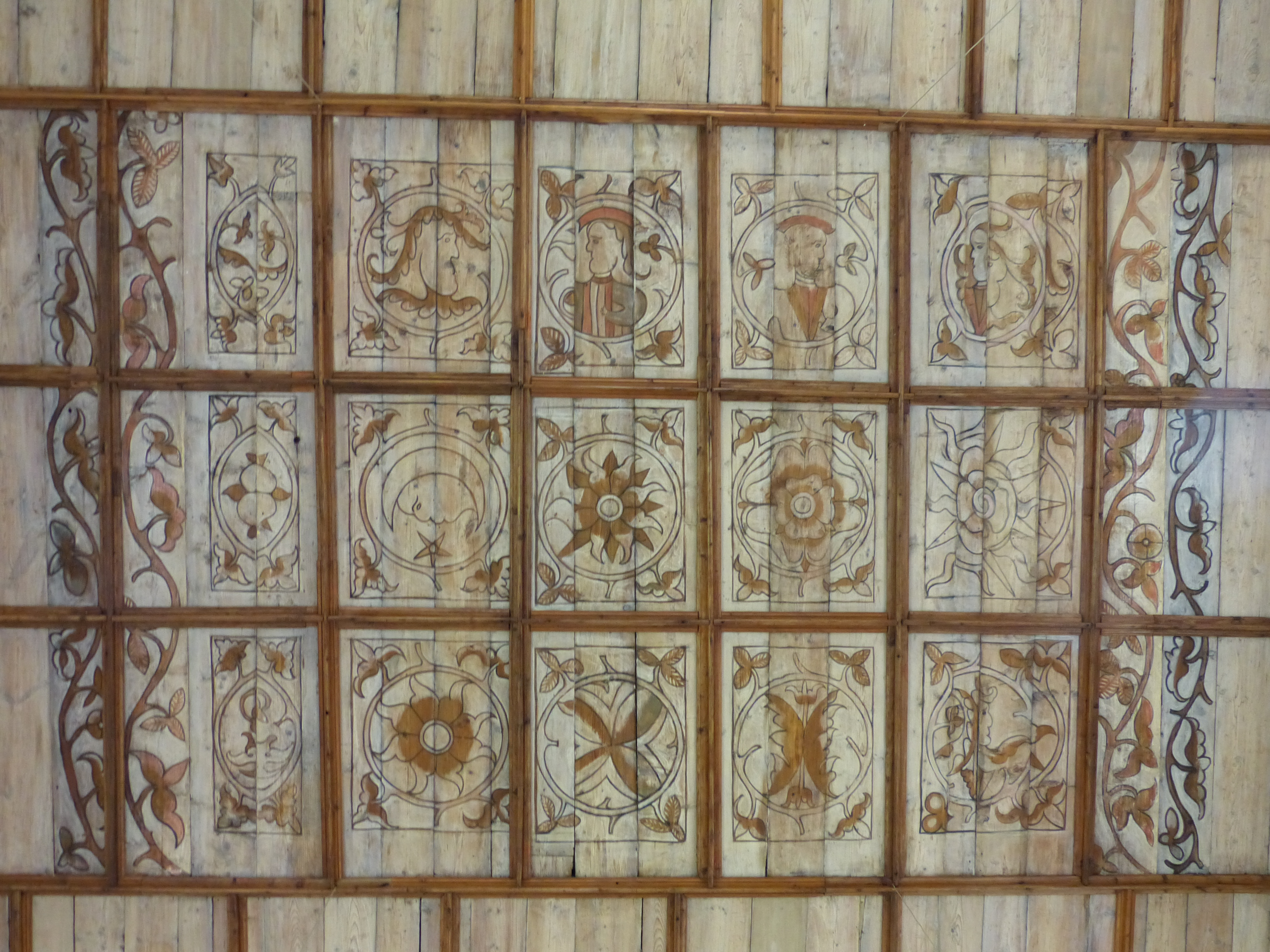
Holzdecke mit spätgotischer Malerei

Das Gotteshaus ist ein um 1500 errichteter, spätgotischer Bau mit Strebepfeilern am Langhaus. Der Turm an der Nordseite mit rundbogigen Schallöffnungen wird von einem barocken Zwiebelhelm bekrönt. Eine Glocke goss 1745 Franz Anton Mayr. Das Westportal besitzt einen Kragsteinsturz und spitzbogig schließende, profilierte Gewände.
Über dem Langhaus spannt sich eine flache, schablonierte Holzdecke, die Reste spätgotischer Rankenmalerei vom Anfang des 16. Jahrhunderts aufweist. An der Langhaussüdwand befinden sich drei hoch gelegene Spitzbogenfenster, im Chor drei spätgotische Maßwerkfenster. Ein spitzbogiger, gekehlter Triumphbogen verbindet das Langhaus und den eingezogenen, einjochigen Chor mit Fünfachtelschluss. Im Chor ruht ein Netzrippengewölbe auf Konsolen. Am östlichen Schlussstein ist das Wappen der Keutschacher zu sehen. Die spätgotischen Fresken mit Ranken und Engelsköpfen wurden 1982/83 freigelegt. Ein profiliertes Spitzbogenportal führt in die Sakristei im Turmerdgeschoß.

## Einrichtung

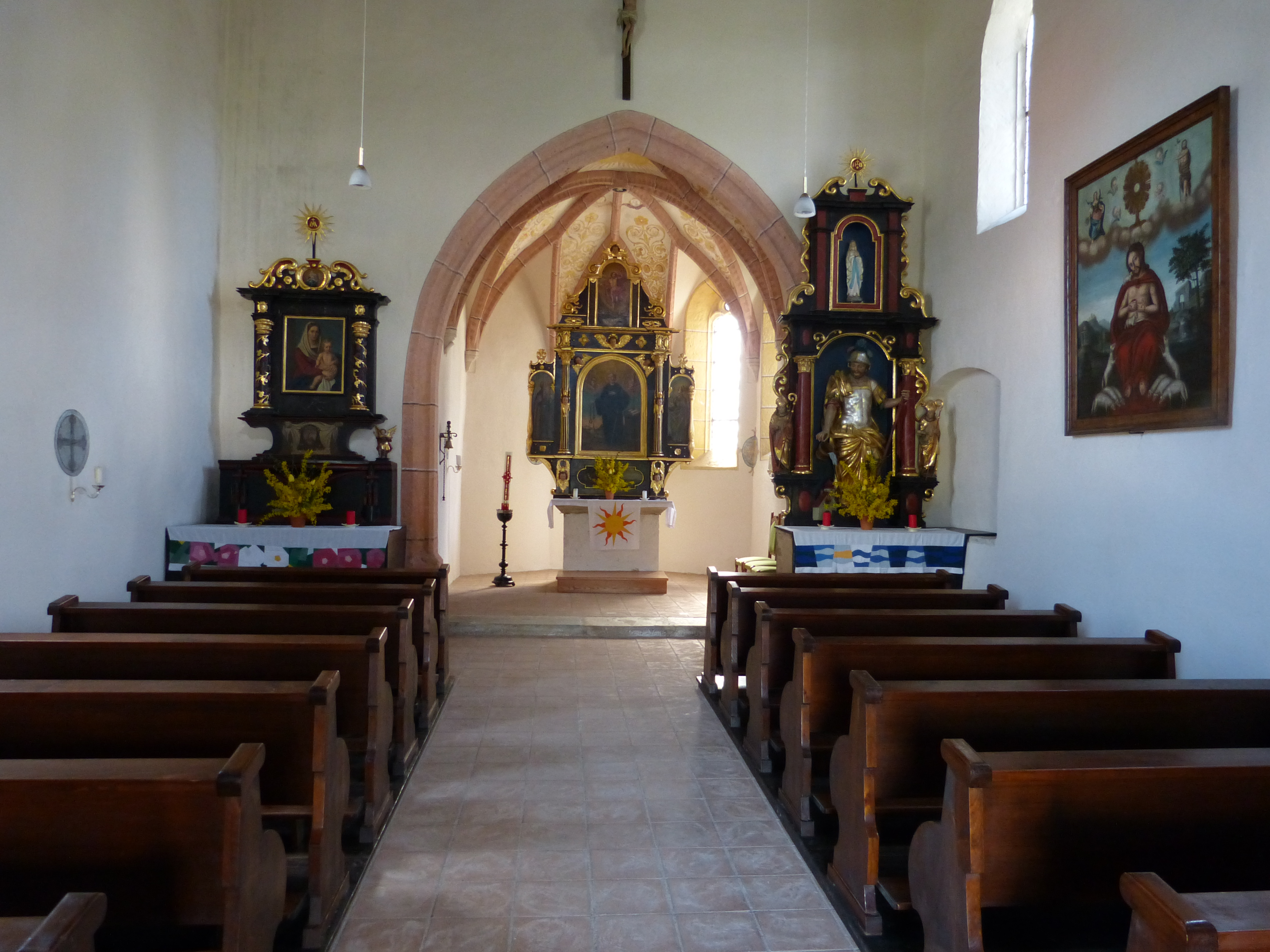
Kircheninneres

Der barocke Hochaltar ist mit „anno 1643 andre planer Maller“ bezeichnet. Der Aufsatz und die Flügel sind mit Knorpelwerk eingefasst. Das Altarblatt mit der Darstellung des heiligen Leonard ist mit „Gemalen von Joh. Nepomuk Kleinperger, Landschaft Mahler in Klagenfurt 1708“ bezeichnet. In den seitlichen Bögen sind ein unbekannter Bischof und der heilige Wolfgang dargestellt. Der Sockel zeigt die Kreuzigung, das Aufsatzbild den Auferstandenen.
Der linke Seitenaltar aus der zweiten Hälfte des 17. Jahrhunderts besteht aus einer Ädikula und Knorpelwerk als Aufsatz. Das Mittelbild mit einer Herz-Jesu-Darstellung stammt aus dem 19. Jahrhundert. Das Aufsatzbild aus der ersten Hälfte des 19. Jahrhunderts zeigt Christus und Schafe, die sein Blut trinken.
Der rechte Seitenaltar aus dem dritten Viertel des 17. Jahrhunderts trägt eine um 1440/1450 geschaffene spätgotische Figur des heiligen Florian und seitlich zwei Ende des 15. Jahrhunderts entstandene spätgotische Figuren von Bischöfen.
Zur weiteren Ausstattung der Kirche zählt ein barockes Schnitzkruzifix.
Der aus der Kirche stammende, sogenannte Arndorfer Altar ist seit dem Ende des 19. Jahrhunderts in der Marienkirche in Maria Saal aufgestellt.